# Fabio Bucciarelli
Fabio Bucciarelli (Torino, 1980) è un fotografo e scrittore italiano, conosciuto per la sua documentazione di conflitti e crisi umanitarie.
Dal 2010 documenta i grandi cambiamenti storici avvenuti in Africa e Medio Oriente, tra cui la guerra civile libica fino alla morte di Gheddafi, la crisi profughi e le guerre nei territori occupati dallo Stato Islamico in Siria, Libia e Iraq.
I suoi reportage hanno ricevuto i più alti riconoscimenti internazionali, tra cui la Robert Capa Gold Medal, Il World Press Photo, il Prix Bayeux-Calvados, il Picture of the Year International (POYi), il Kuala Lumpur Photo Awards, il Sony Award, Il Premio Ponchielli, il Best of Photojournalism (BOP) Il World.Report Award.

## Biografia
Prima di diventare fotografo, nel 2006 Fabio si laurea in Ingegneria delle Telecomunicazioni presso il Politecnico di Torino specializzandosi nello studio delle immagini digitali. Dopo avere lavorato come ingegnere per Il Master dei Talenti della Fondazione CRT decide di lasciare la sua carriera per dedicarsi interamente alla fotografia.
Nel 2009 viaggia in Turchia ed in Iran per i suoi primi reportages. Torna in Italia e documenta il terremoto in Abruzzo,  Le sue immagini vengono pubblicate su diverse testate internazionali iniziando a lavorare come fotogiornalista freelance. Da allora comincia a viaggiare per documentare i conflitti mondiali e la violazione dei diritti umani. Nel 2011 viaggia in Medio Oriente focalizzandosi sui movimenti di rivolta civile, conosciuti come Primavera Araba, in Tunisia, in Egitto ed in Libia, documentando il conflitto dalle sue prime fasi fino alla morte di Gheddafi. Nel 2012 scrive, insieme a Stefano Citati, il libro L'Odore della guerra (Inviati al fronte, Aliberti editore). Nel Settembre del 2012 documenta la guerra civile siriana. Il suo reportage da Aleppo vince la Robert Capa Gold Medal, riconoscimento ricevuto dall' Overseas Press Club, che ogni anno individua il miglior reportage fotografico contraddistinto da eccezionali doti di coraggio e intraprendenza, oltre ad il World Press Photo, il Picture of the Year International (POYi), il Sony Award, Il Premio Ponchielli ed il Best of Photojournalism (BOP).
Nel 2015, insieme ad altri fotogiornalisti, Fabio fonda la cooperativa MeMo, un network per fotografi freelance con sede a Torino.
Nel 2016, Bucciarelli pubblica il suo primo fotolibro The Dream, un tributo empatico sulla condizione universale del rifugiato, a cavallo tra fotogiornalismo e fotografia artistica.
Il libro, pubblicato dalla casa editrice Newyorkese FotoEvidence, è stato inserito tra i migliori fotolibri del 2016 per il TIME.
Le sue fotografie sono state esposte in musei e gallerie di tutto il mondo, acquisite da fondazioni e collezioni private.
I suoi lavori sono stati pubblicati da TIME Magazine, The New York Times, BBC, Al Jazeera America, The Guardian and Observer, The Wall Street Journal, Los Angeles Times, Foreign Policy, Paris Match, Stern, Die Zeit, Internazionale, La Stampa, L'Espresso, Il Fatto
Quotidiano, Il Corriere della Sera e La Repubblica. Bucciarelli collabora inoltre con l'Agence France-Presse e con le principali ONG internazionali come UNHCR, l'ICRC (Croce Rossa Internazionale), Emergency e CCM(Comitato Collaborazione Medica).

## Mostre
- 2017, Torino, MeMo Factory
- 2017, Milano, The Dream, Mudima Lab Gallery
- 2016, Torino, The Dream, De Chirico Contemporary
- 2016, Sofia, The Dream, Galleria Fotografica Synthesis
- 2016, New York, The World's refugee crisis,  Bronx Documentary Center
- 2015, Amsterdam, Maiores Nostri, Ron Lang Gallery
- 2015, Barcellona, Bukra Inshallah, Blueproject Foundation
- 2015, Avilés, Siria, Centro Niemeyer
- 2015, Milano, Mia, Milan Image Art Fair
- 2014, Parigi, Disturb Street Exhibition
- 2014, Torino, Maiores Nostri, Raffaella De Chirico Arte Contemporanea
- 2014, Milano, Battle to Death, BelVedere Gallery
- 2013, Torino, EVIDENCE, Fondazione Sandretto Re Rebaudengo
- 2013, San Marino, Battle to Death, Museo dell'Emigrante
- 2012, Trento, EVIDENCE, White Gallery (Museo Storico del Trentino)
- 2012, Firenze, l'Odore della Guerra, Palazzo Medici
- 2012, Riccione, L'Odore della Guerra, Premio Ilaria Alpi
- 2012, Kuala Lumpur, Malesia, Wherehouse Gallery
- 2012, Londra, Uprising in Athens, Somerset House

## Premi e riconoscimenti
- 2020: Visa d'Or News - Visa pour l'image Perpignan
- 2020: Getty Grant - Editorial
- 2020: World Press Photo - 2nd prize, General News Story
- 2019: Picture of the Year International (POYi) - Photographer of the Year
- 2019: Picture of the Year International (POYi) - 1st prize, News Story
- 2019: Picture of the Year International (POYi) - 2nd prize, News Story
- 2019: Focus on The Story Awards - 1st prize2017, Picture of the Year International (POYi)
- 2016, Best PhotoBooks of 2016 by TIME Magazine
- 2016, Picture of the Year International (POYi)
- 2015, Premio Derechos Humano de España
- 2015, NPPA - Best of Photojournalism (BOP)
- 2014, PDN 30
- 2012, Robert Capa Gold Medal, Overseas Press Club
- 2013, World Press Photo
- 2013, Prix Bayeux-Calvados des correspondants de guerre
- 2013, Picture of the Year International (POYi)
- 2013, Sony World Photo Award
- 2013, Premio Ponchielli
- 2013, World.Report Award (Master Award)
- 2012, Kuala Lumpur International PhotoAwards